# Hotingsknösens naturreservat
Hotingsknösens naturreservat är ett naturreservat i Strömsunds kommun i Jämtlands län.
Området är naturskyddat sedan 2024 och är 65 hektar stort. Reservatet ligger sydväst om Hoting och består av grandominerad naturskog. 